# Diopsittaca nobilis
L'ara spallerosse (Diopsittaca nobilis (Linnaeus, 1758)) è un uccello della famiglia degli Psittacidi. È l'unica specie del genere Diopsittaca.
Questo pappagallo è originario delle pianure tropicali, delle savane e delle zone paludose di Venezuela, Guyana, Bolivia, Brasile e dell'estremità sud-orientale del Perù.

## Descrizione

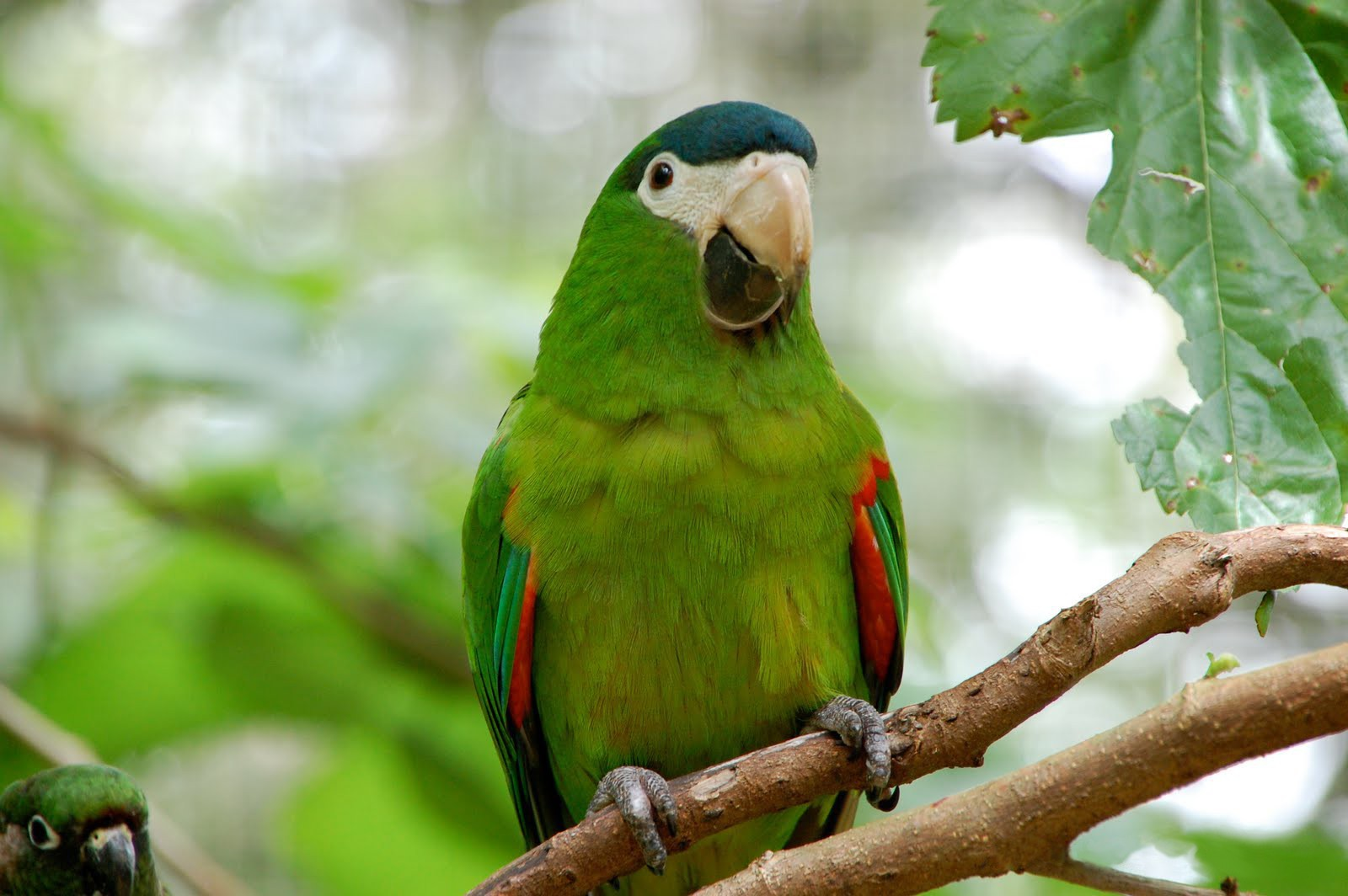
Un'ara nobile al Parco degli Uccelli di Foz do Iguaçu, Brasile.

L'ara spallerosse, lunga 30 cm, è la più piccola specie di ara. Come tutte le are, ha una lunga coda sottile ed una grossa testa. Il corpo è ricoperto da penne di color verde brillante, ma sulla testa, proprio sopra il becco, vi sono delle penne color blu scuro o blu ardesia. Le ali e la coda sono verde brillante sulla faccia superiore e verde oliva su quella inferiore. I margini esterni delle ali, soprattutto quelli della faccia inferiore, sono rossi. (Queste penne rosse compaiono con la pubertà.) Gli occhi sono arancioni e la pelle attorno ad essi, priva di piume, proprio come quella delle are più grandi, è bianca. Questa zona di pelle nuda, però, rispetto a quella della maggior parte delle are più grandi, è più piccola in proporzione alla testa. L'ara di Hahn e l'ara nobile si possono facilmente identificare dal colore del becco: quella di Hahn ha il ramo superiore nero, mentre quella nobile lo ha più chiaro, color corno.

## Biologia

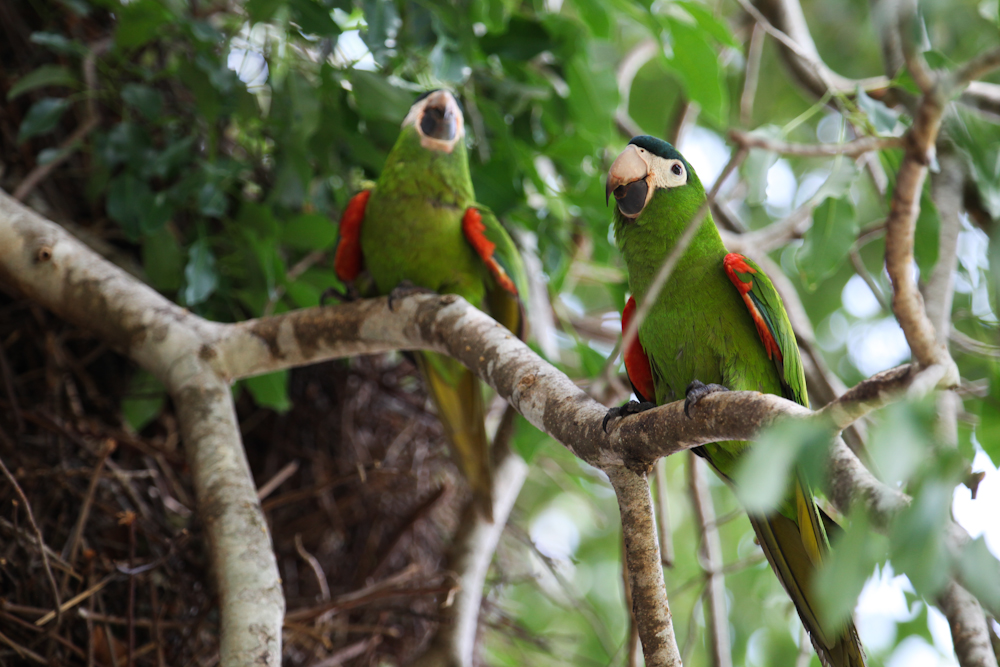
Are nobili nel Mato Grosso, Brasile.

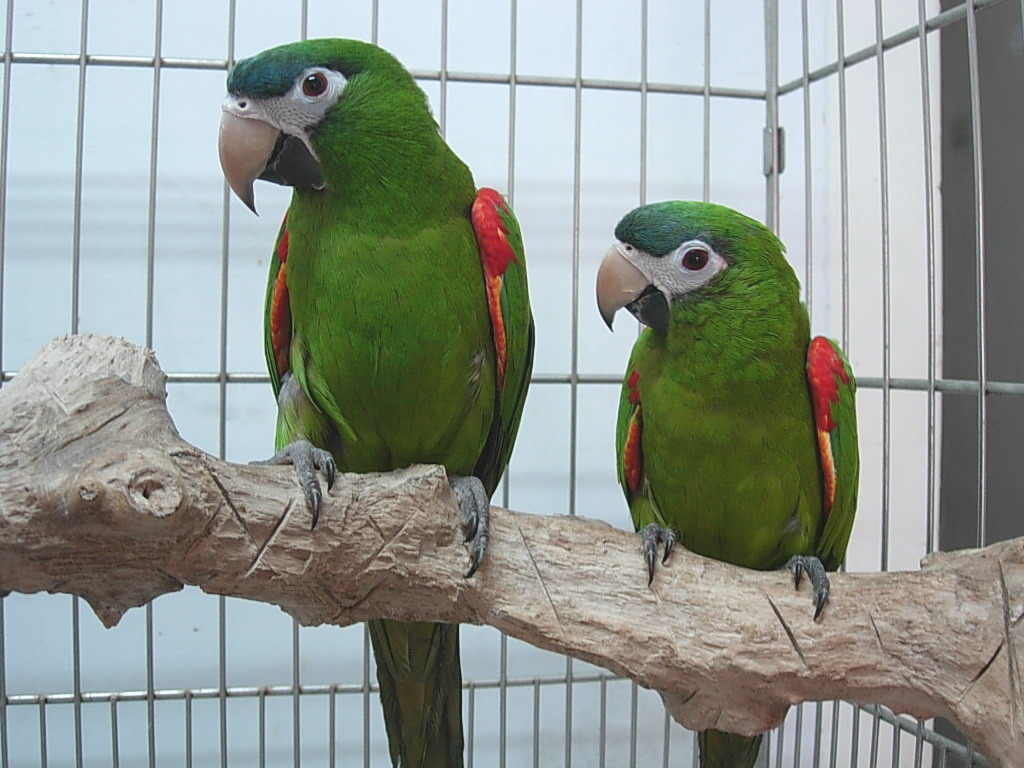
Coppia di are nobili in cattività.

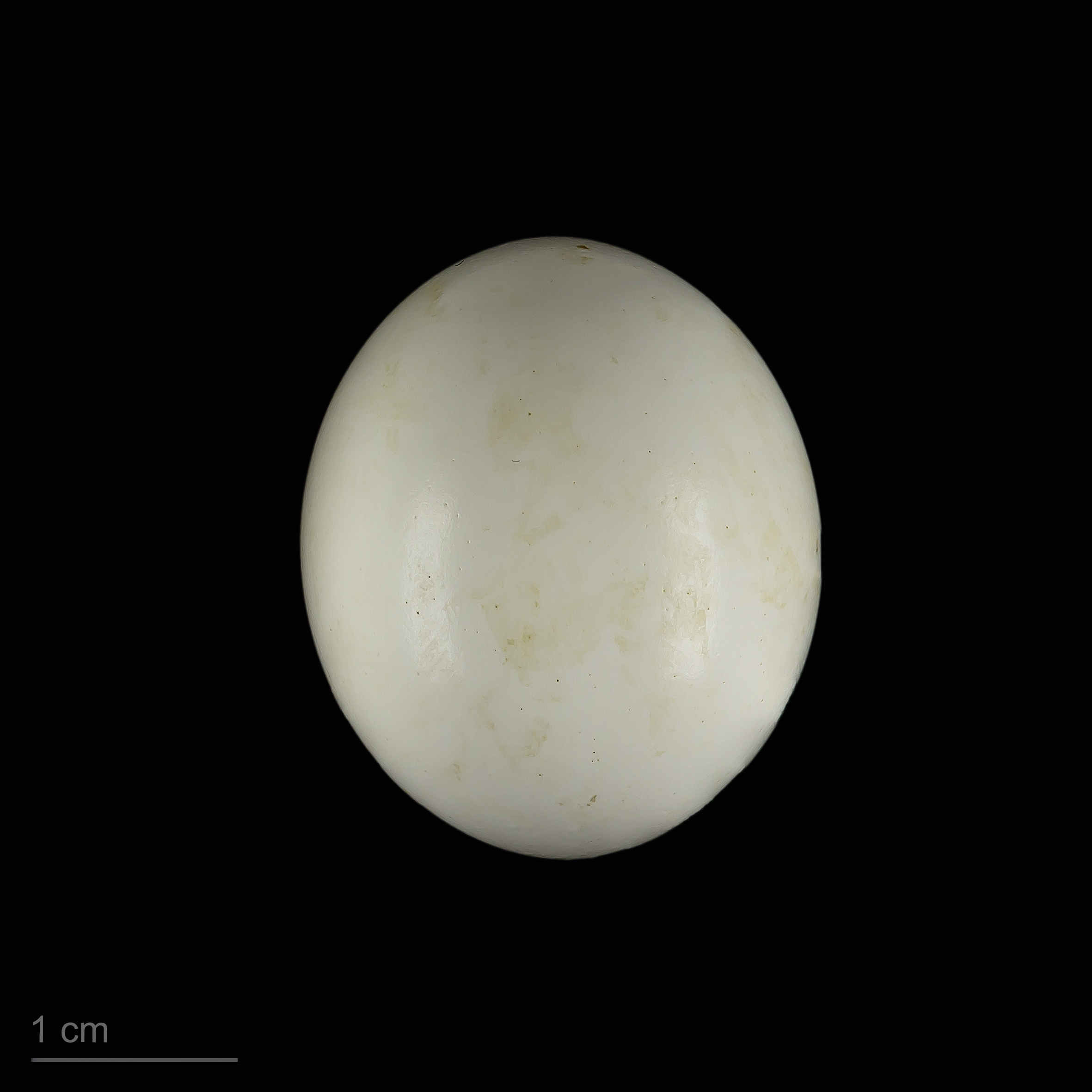
Diopsittaca nobilis

L'ara spallerosse nidifica nelle cavità degli alberi. Solitamente ogni nidiata è composta da tre o quattro uova. La femmina le cova per 24-26 giorni; gli immaturi si involano 54 giorni dopo la schiusa.

## Tassonomia
In passato l'ara spallerosse veniva classificata, insieme alle altre are, nel genere Ara.
Sono note tre sottospecie:
- D. n. nobilis (Linnaeus, 1758)
- D. n. cumanensis (Lichtenstein, 1823)
- D. n. longipennis Neumann, 1931

## Conservazione
L'ara spallerosse non è considerata una specie a rischio, ma in alcuni luoghi, a causa della deforestazione, il suo numero si è ridotto notevolmente. Come la maggior parte dei pappagalli, è stata inserita nell'Appendice II della Convenzione sul Commercio Internazionale delle Specie Minacciate di Estinzione e di conseguenza il commercio e la cattura di esemplari selvatici è illegale.